# Liste mittelalterlicher Romane
Die folgende chronologische Liste mittelalterliche Romane enthält neben höfischen Romanen auch andere Werke mittelalterlicher Großepik bis an den Beginn der Neuzeit.
Die angegebenen Jahreszahlen sind meist mit Unsicherheiten behaftet. Die Angaben basieren auf der im von Roberta L. Krueger herausgegebenen Cambridge Companion to Medieval Romance enthaltenen Liste.
| Jahr                     | Autor                     | Titel                                                                 | Sprache              |
| ------------------------ | ------------------------- | --------------------------------------------------------------------- | -------------------- |
| um 1138                  | Geoffrey of Monmouth      | Historia regum Britanniae                                             | Latein               |
| um 1147–1160             |                           | Floire et Blancheflor („höfische“ Fassung)                            | Altfranzösisch       |
| um 1150–1155             | Wace                      | Roman de Brut                                                         | Altfranzösisch       |
| um 1150–1155             |                           | Roman de Thèbes                                                       | Altfranzösisch       |
| um 1155(?)–1187          | Béroul                    | Tristan                                                               | Altfranzösisch       |
| um 1156                  |                           | Roman d’Enéas                                                         | Altfranzösisch       |
| um 1160                  |                           | Sept Sages de Rome                                                    | Altfranzösisch       |
| um 1160–1165             | Benoît de Sainte-Maure    | Roman de Troie                                                        | Altfranzösisch       |
| um 1165–1170             | Chrétien de Troyes        | Erec et Enide                                                         | Altfranzösisch       |
| 1169–1170 (oder um 1230) |                           | Jaufre                                                                | Okzitanisch          |
| 1170er                   |                           | Trierer Floyris                                                       | Niederdeutsch        |
| um 1170–1175             | Thomas d’Angleterre       | Tristan                                                               | Altfranzösisch       |
| um 1170–1177             | Chrétien de Troyes        | Cligés                                                                | Altfranzösisch       |
| um 1170–1180             | Marie de France           | Lais                                                                  | Altfranzösisch       |
| 1170–1184                | Gautier d’Arras           | Ille et Galeran                                                       | Altfranzösisch       |
| 1174–1200                | Thomas de Kent            | Le Roman de Toute Chevalerie                                          | Altfranzösisch       |
| 1170s oder 1185–1190     | Eilhart von Oberge        | Tristrant und Isalte                                                  | Mittelhochdeutsch    |
| 1170–1185                | Heinrich von Veldeke      | Eneide                                                                | Mittelhochdeutsch    |
| um 1174–1181             | Chrétien de Troyes        | Le Chevalier de la Charrette (Lancelot)                               | Altfranzösisch       |
| um 1175                  | Robert Biket              | Lai du cor, Lai du cort mantel                                        | Altfranzösisch       |
| um 1175–1181             | Chrétien de Troyes        | Yvain ou Le Chevalier au lion                                         | Altfranzösisch       |
| um 1179–1191             | Chrétien de Troyes        | Li Contes del Graal (Perceval)                                        | Altfranzösisch       |
| nach 1180                |                           | Roman d'Alexandre                                                     | Altfranzösisch       |
| um 1180–1185             | Hue de Rotelande          | Ipomedon                                                              | Altfranzösisch       |
| 1180–1190                | Hartmann von Aue          | Erec                                                                  | Mittelhochdeutsch    |
| um 1182–1185             |                           | Partonopeus de Blois                                                  | Altfranzösisch       |
| um 1185–1190             | Hue de Rotelande          | Protheselaus                                                          | Altfranzösisch       |
| um 1185–1195             | Renaut de Beaujeu         | Le Bel Inconnu                                                        | Altfranzösisch       |
| um 1188                  | Aimon de Varennes         | Florimont                                                             | Altfranzösisch       |
| um 1190                  | Hartmann von Aue          | Gregorius                                                             | Mittelhochdeutsch    |
| um 1190–1200             |                           | Continuation Gauvain (1. Fortsetzung des Perceval)                    | Altfranzösisch       |
| um 1190–1200             | Wauchier de Denain        | Continuation Perceval (2. Fortsetzung des Perceval)                   | Altfranzösisch       |
| um 1195                  | Hartmann von Aue          | Der arme Heinrich                                                     | Mittelhochdeutsch    |
| um 1196                  | Ulrich von Zatzikhoven    | Lanzelet                                                              | Mittelhochdeutsch    |
| um 1200                  | Robert de Boron           | Versromane                                                            | Altfranzösisch       |
| um 1200                  | Hartmann von Aue          | Iwein                                                                 | Mittelhochdeutsch    |
| Anfang 13. Jh.           |                           | Gliglois                                                              | Altfranzösisch       |
| um 1200–1210             | Gottfried von Strassburg  | Tristan                                                               | Mittelhochdeutsch    |
| 1200–1202                | Jean Renart               | L’Escoufle                                                            | Altfranzösisch       |
| um 1200–1212             | Wolfram von Eschenbach    | Titurel                                                               | Mittelhochdeutsch    |
| um 1200–1225             | Layamon                   | Brut                                                                  | Mittelenglisch       |
| um 1200–1220             | Konrad Fleck              | Flore und Blanscheflur                                                | Mittelhochdeutsch    |
| um 1200–1250             |                           | Flors inde Blanzeflors                                                | Mittelhochdeutsch    |
| um 1204–1210             | Wirnt von Grafenberg      | Wigalois                                                              | Mittelhochdeutsch    |
| um 1205–1212             | Wolfram von Eschenbach    | Parzival                                                              | Mittelhochdeutsch    |
| um 1209–1228             | Jean Renart               | Le Roman de la rose (auch Guillaume de Dole)                          | Altfranzösisch       |
| vor 1210                 |                           | Le Chevalier aux Deux Epées                                           | Altfranzösisch       |
| vor 1210                 | Raoul de Houdan (?)       | La vengeance Raguidel                                                 | Altfranzösisch       |
| um 1210                  |                           | Perlesvaus                                                            | Altfranzösisch       |
| um 1215                  |                           | Prosa-Lancelot                                                        | Altfranzösisch       |
| um 1220                  | Heinrich von dem Türlin   | Diu Crône                                                             | Mittelhochdeutsch    |
| um 1220                  |                           | La Fille du comte de Pontieu                                          | Altfranzösisch       |
| 1220–1240                | Ulrich von Türheim        | Cligés                                                                | Mittelhochdeutsch    |
| um 1220–1240             |                           | Libro de Apolonio                                                     | Altspanisch          |
| um 1220–1240             |                           | Libro de Alexandre                                                    | Altspanisch          |
| um 1214–1235             |                           | Continuation Manessier (3. Fortsetzung des Perceval)                  | Altfranzösisch       |
| um 1215–1235             |                           | Lancelot-Gral-Zyklus                                                  | Altfranzösisch       |
| um 1225                  |                           | Didot-Perceval                                                        | Altfranzösisch       |
| um 1225                  |                           | La Queste del Saint Graal (Vulgata-Zyklus)                            | Altfranzösisch       |
| um 1225                  |                           | Sept Sages de Rome (erste Prosaversion)                               | Altfranzösisch       |
| um 1225–1228             |                           | Jaufré                                                                | Okzitanisch          |
| um 1225–1240             | Guillaume de Lorris       | Le Roman de la Rose                                                   | Altfranzösisch       |
| um 1230–1235             |                           | Prosa-Tristan (erste Fassung)                                         | Altfranzösisch       |
| um 1235                  | Rudolf von Ems            | Wilhelm von Orlens                                                    | Mittelhochdeutsch    |
| um 1235                  | Ulrich von Türheim        | Tristran (Fortsetzung von Gottfrieds Tristan)                         | Mittelhochdeutsch    |
| 1235–1240                |                           | Post-Vulgata-Zyklus                                                   | Altfranzösisch       |
| um 1230–1250             |                           | Marques de Rome                                                       | Altfranzösisch       |
| um 1226–1230             | Gerbert de Montreuil      | Gerbert-Fortsetzung (4. Fortsetzung des Perceval)                     | Altfranzösisch       |
| um 1227–1230             | Gerbert de Montreuil      | Roman de la Violette                                                  | Altfranzösisch       |
| 1227–1237                |                           | Continuation Gauvain (1. Fortsetzung des Perceval, lange Fassung)     | Altfranzösisch       |
| Mitte 13. Jh.            |                           | Joufroi de Poitiers                                                   | Altfranzösisch       |
| 2. H. 13. Jh.            |                           | King Horn                                                             | Mittelenglisch       |
| vor 1250                 |                           | Walewein                                                              | Mittelniederländisch |
| um 1250                  |                           | Le Roi Flore et belle Jehanne                                         | Altfranzösisch       |
| um 1250                  |                           | Prosa-Tristan (zweite Fassung)                                        | Altfranzösisch       |
| um 1250                  | Konrad von Würzburg       | Das Herzmaere                                                         | Mittelhochdeutsch    |
| um 1250                  |                           | Wigamur                                                               | Mittelhochdeutsch    |
| um 1250–1270             |                           | Laurin                                                                | Altfranzösisch       |
| um 1255                  | Ulrich von Liechtenstein  | Frauendienst                                                          | Mittelhochdeutsch    |
| um 1260                  | Diederic van Assende      | Floris ende Blancefloer                                               | Mittelniederländisch |
| um 1260–1272             | Albrecht                  | Jüngerer Titurel                                                      | Mittelhochdeutsch    |
| um 1270                  |                           | Cassidorus                                                            | Altfranzösisch       |
| nach 1250                |                           | Continuation Gauvain (1. Fortsetzung des Perceval, gemischte Fassung) | Altfranzösisch       |
| 2. H. 13. Jh.            |                           | Floris and Blancheflur                                                | Mittelenglisch       |
| 1270–1280                | Heldris de Cornuälle      | Le Roman de Silence                                                   | Altfranzösisch       |
| um 1260–1280             |                           | Le Roman de Flamenca                                                  | Okzitanisch          |
| um 1270–1280             | Jean de Meun              | Fortsetzung von Guillaume de Lorris’ Roman de la Rose                 | Altfranzösisch       |
| um 1270                  |                           | Historia troyana polimétrica                                          | Altspanisch          |
| 1272–1298                | Rustichello da Pisa       | Roman de Roi Artus                                                    |                      |
| um 1275                  |                           | Havelok the Dane                                                      | Mittelenglisch       |
| um 1275                  |                           | Lantsloot vander Hagedochte                                           | Mittelniederländisch |
| um 1280?                 |                           | Prosa-Yvain                                                           | Altfranzösisch       |
| um 1284–1295             |                           | Crónica de Flores y Blancaflor                                        | Spanisch             |
| um 1285                  | Jakemés                   | Roman du châtelain de Coucy et de la dame de Fayel                    | Altfranzösisch       |
| Ende 13. Jh.             |                           | Amis and Amiloun                                                      | Mittelenglisch       |
| Ende 13. Jh.             |                           | Of Arthour and of Merlin                                              | Mittelenglisch       |
| Ende 13. Jh.             |                           | Tristano Riccardiano                                                  | Italienisch          |
| Ende 13. Jh.             | Rustichello da Pisa       | Meliadus                                                              | Italienisch          |
| um 1295                  |                           | Gran conquista de Ultramar                                            | Altspanisch          |
| 1300–1350                |                           | Flos unde Blankeflos                                                  | Niederdeutsch        |
| um 1300                  |                           | Guy of Warwick                                                        | Mittelenglisch       |
| um 1310                  |                           | Libro del Caballero Zifar                                             | Altspanisch          |
| Anfang 14. Jh.           |                           | Horn Childe and the Maiden Rymnild                                    | Mittelenglisch       |
| Anfang 14. Jh.           |                           | Lai le Freine                                                         | Mittelenglisch       |
| Anfang 14. Jh.           |                           | Sir Degaré                                                            | Mittelenglisch       |
| Anfang 14. Jh.           |                           | Sir Isumbras                                                          | Mittelenglisch       |
| Anfang 14. Jh.           |                           | Sir Orfeo                                                             | Mittelenglisch       |
| Anfang 14. Jh.           |                           | Il libro di messer Tristano (Tristano Veneto)                         | Italienisch          |
| Anfang 14. Jh.           |                           | La Storia di Merlino                                                  | Italienisch          |
| 14. Jh.                  |                           | Fiorio e Biancifiore                                                  | Italienisch          |
| 14. Jh.                  |                           | Historia de Los Amores de París y Viana                               | Altspanisch          |
| 14. Jh.                  |                           | El conde Partinuplés                                                  | Spanisch             |
| 14. Jh.                  |                           | Widuwilt / Artushof                                                   | Altjiddisch          |
| 1300–1350                |                           | Sir Percyvell of Gales                                                | Mittelenglisch       |
| um 1310                  |                           | Lancelot-Kompilation                                                  | Mittelniederländisch |
| 1313                     | Juan Vives                | Übersetzung aus dem Post-Vulgata-Zyklus                               | Altspanisch          |
| 1314                     | Johann von Würzburg       | Wilhelm von Österreich                                                | Mittelhochdeutsch    |
| 1314–1340                |                           | Perceforest                                                           | Altfranzösisch       |
| um 1330                  |                           | La Tavola Ritonda                                                     | Italienisch          |
| 1336–1338                | Giovanni Boccaccio        | Filocolo                                                              | Italienisch          |
| vor 1350                 |                           | Ywain and Gawain                                                      | Mittelenglisch       |
| vor 1350                 |                           | Libeaus Desconus                                                      | Mittelenglisch       |
| um 1350                  |                           | The Tale of Gamelyn                                                   | Mittelenglisch       |
| um 1350                  |                           | Octavian                                                              | Mittelenglisch       |
| 1350–1361                |                           | William of Palerne                                                    | Mittelenglisch       |
| 1350–1400                |                           | Chevelere Assigne                                                     | Mittelenglisch       |
| um 1350–1400             |                           | Sir Gawain and the Green Knight                                       | Mittelenglisch       |
| um 1351                  | Geoffroi de Charny        | Livre de chevalerie                                                   | Altfranzösisch       |
| um 1360                  |                           | Ysaïe le Triste                                                       | Altfranzösisch       |
| um 1360–1370             | Guillem de Torroella      | La Faula                                                              | Altspanisch          |
| 1375–1400                |                           | Athelston                                                             | Mittelenglisch       |
| um 1375                  |                           | Joseph of Arimathie                                                   | Mittelenglisch       |
| nach 1383                | Jean Froissart            | Meliador                                                              | Mittelfranzösisch    |
| um 1385–1386             | Geoffrey Chaucer          | Troilus and Criseyde                                                  | Mittelenglisch       |
| um 1387                  |                           | Canterbury Tales                                                      | Mittelenglisch       |
| 1387–1393                | Jean d’Arras              | Mélusine                                                              | Mittelfranzösisch    |
| 1391                     | Jean Vaillant             | Artusroman auf der Grundlage des Roman de Brut                        | Mittelfranzösisch    |
| Ende 14. Jh.             |                           | Sir Amadace                                                           | Mittelenglisch       |
| Ende 14. Jh.             |                           | Le Bone Florence of Rome                                              | Mittelenglisch       |
| Ende 14. Jh.             |                           | Morte Arthure (alliterierende Fassung)                                | Mittelenglisch       |
| Ende 14. Jh.             |                           | Morte Arthur (Stanzen-Fassung)                                        | Mittelenglisch       |
| um 1400                  |                           | Emaré                                                                 | Mittelenglisch       |
| um 1400                  |                           | Torrent of Portyngale                                                 | Mittelenglisch       |
| um 1400                  |                           | Sir Gawain and the Carle of Carlisle                                  | Mittelenglisch       |
| Anfang 15. Jh.           |                           | The Tournament of Tottenham                                           | Mittelenglisch       |
| 1401                     | Coudrette                 | Mélusine                                                              | Mittelfranzösisch    |
| 1403?                    | Christine de Pizan        | Le Livre du Duc des vrais amants                                      | Mittelfranzösisch    |
| um 1420                  |                           | Die Beichte einer Frau (Minnerede)                                    | Mittelhochdeutsch    |
| um 1420                  | Henry Lovelich            | History of the Holy Grail                                             | Mittelenglisch       |
| um 1420                  | Henry Lovelich            | Merlin                                                                | Mittelenglisch       |
| 1440                     | Juan Rodríguez del Padrón | Siervo libre de amor                                                  | Spanisch             |
| 1443–1460                |                           | Curial e Güelfa                                                       | Spanisch             |
| 1450–1500                |                           | King Ponthus and Fair Sidone                                          | Mittelenglisch       |
| um 1454                  |                           | Prosafassung von Chrétiens Cligés und Erec                            | Mittelfranzösisch    |
| vor 1456                 | Antoine de La Sale        | Le Petit Jehan de Saintré                                             | Mittelfranzösisch    |
| 1469–1470                | Thomas Malory             | Le Morte Darthur (erschienen 1485)                                    | Mittelenglisch       |
| 1470                     | Michot Gonnot             | Artusroman                                                            | Mittelfranzösisch    |
| 1470                     | Ulrich Füetrer            | Lanzelot (Prosafassung)                                               | Mittelhochdeutsch    |
| 1473–1487                | Ulrich Füetrer            | Buch der Abenteuer                                                    | Mittelhochdeutsch    |
| 1473                     | Luigi Pulci               | Il Morgante maggiore                                                  | Italienisch          |
| um 1475                  |                           | Lancelot of the Laik                                                  | Mittelschottisch     |
| 1476–1494                | Matteo Maria Boiardo      | Orlando Innamorato                                                    | Italienisch          |
| 1485                     | Ulrich Füetrer            | Buch der Liebe                                                        | Mittelhochdeutsch    |
| um 1500                  |                           | The Wedding of Sir Gawain and Dame Ragnelle                           | Mittelenglisch       |
| um 1500                  |                           | The Greene Knight                                                     | Mittelenglisch       |
| um 1500                  |                           | The Turke and Sir Gawain                                              | Mittelenglisch       |
| 1508                     |                           | Golagros and Gawane                                                   | Mittelschottisch     |
| 1508                     |                           | Amadís de Gaula                                                       | Spanisch             |
| 1512                     |                           | Primaleón                                                             | Spanisch             |
| 1514                     |                           | Lisuarte de Grecia                                                    | Spanisch             |
| 1516–1532                | Ludovico Ariosto          | Orlando Furioso                                                       | Italienisch          |
| um 1520                  | Pierre Sala               | Prosa-Yvain                                                           | Französisch          |
| 1554                     | Jean Maugin               | Le Nouveau Tristan                                                    | Französisch          |
| um 1560                  |                           | The Jeaste of Sir Gawain                                              | Mittelenglisch       |
| 1560–1575                | Torquato Tasso            | La Gerusalemme Liberata                                               | Italienisch          |
| nach 1600                |                           | The Marriage of Sir Gawain (Ballade)                                  | Frühneuenglisch      |
| nach 1600                |                           | The Carle of Carlisle                                                 | Frühneuenglisch      |
| nach 1600                |                           | King Arthur and King Cornwall (Ballade)                               | Frühneuenglisch      |
| 1605, 1615               | Miguel de Cervantes       | El ingenioso hidalgo Don Quixote de la Mancha                         | Spanisch             |
| 1617                     | Miguel de Cervantes       | Los trabajos de Persiles y Sigismunda                                 | Spanisch             |